# 황순규
황순규(黃淳奎, 1980년 8월 24일~)은 대한민국의 제6대 대구광역시 동구의원이다.

## 학력
- 서대구초등학교 졸업
- 대구서부중학교 졸업
- 영진고등학교 졸업
- 경북대학교 신문방송학과 졸업

## 경력
- 전)사랑의 몰래산타 대구운동본부 본부장
- 전)대구광역시 학자금 이자지원 조례제정 동구운동본부장
- 전)대구평화의소녀상건립범시민추진위원회 집행위원
- 전)세월호참사 대구시민대책회의 상황실 집행위원
- 2010.07~2014.06 제6대 대구광역시 동구의회 의원
- ~2011.12 민주노동당 대구시당 부위원장
- 2013 통합진보당 대구시당 위원장
- 2017 민중당 대구시당 동구 위원회 위원장
- 전)효동초등학교 운영위원장
- 전)동구초등학교 운영위원장 협의회 감사
- 2022 안심중학교 운영위원장
- 동대구 노숙인쉼터 운영위원
- 대구경북정보공개센터 운영위원
- 2021 진보당 대구시당 위원장

## 역대 선거 결과
|  | 12.32% |

|  | 6.05% |

|  | 6.29% |

|  | 3.89% |

|  | 3.23% |

|  | 19.47% |